# Condado de Brooke
O Condado de Brooke é um dos 55 condados do estado norte-americano da Virgínia Ocidental. A sede do condado é Wellsburg, que é também a sua maior cidade. O condado tem uma área de 238 km² (dos quais 8 km² estão cobertos por água), uma população de 25 447 habitantes, e uma densidade populacional de 111 hab/km² (segundo o censo nacional de 2000). O condado foi fundado em 1796 e recebeu o seu nome em homenagem a Robert Brooke (c.1761-1800), político e governador da Virgínia entre 1794 e 1796.